# Corey Taylor
Corey Todd Taylor (født 8. december 1973 og opvokset i Des Moines, Iowa, USA) er vokalist i bandet Slipknot, hvor han bærer nummeret 8. 

## Biografi

### Stiftelsen af Stone Sour
Før Corey sluttede sig til Slipknot stiftede han i 1992 bandet Stone Sour sammen med Joel Ekman. Slipknotmedlemmet James Root sluttede sig også til bandet som guitarist. De skabte derved mainstream rock fænomenet som har nået sin vej til hitlisterne. Corey Taylor er vokalist i bandet og i nogen anledninger spiller han også guitar f.eks. i sangene "Bother" og "Through Glass." På deres første album lavede Corey sangen Bother som kom med i Spidermanfilmen.

### Med i Slipknot
Corey sluttede sig i 1996 som vokalist til Slipknot. Dette betød at hans forrige band Stone Sour i en længere periode gik i opløsning. Corey inviterede senere Stone Sours guitarist James Root med i Slipknot. Coreys ven Shawn Economaki (Stone Sours bassist) blev Slipknots stage manager.

### Kamp mod alkohol
Corey Taylor fik alkoholproblemer som bare blev mere problematiske som tiden skred frem. Det nåede det punkt hvor Taylor begyndte at drikke lige fra han stod op og stoppede først når han mistede bevidstheden. Taylor sagde selv hans problemer begyndte at ødelægge hans familieliv og han blev ligeglad med alt og alle omkring ham men han kom til sidst på afvænning.

## Maske
Corey Taylors maske var oprindeligt lavet af ødelagte testdukker fra Halloween-masker. Den er udstyret med brune og blonde dreadlocks som er lavet af hans eget hår. Han gik dog over til en anden maske, da den første maske var for svær at velligeholde. Det siges hans 2. maske er inspireret af Texas' motorsavsmassakre Leatherface. Hans 2. maske er et forbrændt ansigt med mange ar. Corey bar masken til koncerter og til TV interviews. Hvis det er en journalist uden kamera tog han, til tider, masken af.
I 2008 udgav Slipknot deres længe ventede album "All Hope Is Gone". Og det betyder selvfølgelig også nye masker. Corey's nye maske er en hel maske, og ligner lidt den første han havde. (dog uden dreadlocks) 

## Fakta
- Corey er en stor Spiderman-fan, hvilket kommer til udtryk ved, at han bærer en stor Spiderman ring og også har en Spiderman tatovering.
- Corey har også stiftet et andet band med Slipknot-medlemmet Josh Brainard. Bandet kaldes Audacious P.